# 마이즈루시
마이즈루시(일본어: 舞鶴市)는 일본 교토부 북쪽에 있는 항구 도시이다. 인구 면에서도 경제 면에서도 긴키 지방 북부에서 최대의 도시이다.
메이지 시대부터 동쪽에 있는 항구를 중심으로 조선업, 유리 공업과 같은 중공업이 발전했다. 시가지는 크게 둘로 나뉘어 있는데 군항으로 발전한 히가시마이즈루와 다나베번의 조카마치·상항으로 발전한 니시마이즈루로 이루어져 있다. 1943년 5월 26일 이전의 마이즈루시에 해당되는 니시마이즈루를 구 마이즈루, 1943년 5월 26일 이전에 "히가시마이즈루시"였던 히가시마이즈루를 신 마이즈루로 부른다.

## 지리
동해와 접하고 동서로 나뉜 마이즈루만의 리아스식 해안에 면하는 도시이다. 후쿠이현과의 현 경계에는 마이즈루시 최고봉인 아오바산이 소재하고 와카사만에서 시내 동북부에 위치하는 오라반도까지는 와카사만 국립공원으로 지정되어 있다.
시의 중부에는 동부(히가시마이즈루)와 서부(니시마이즈루)를 나누는 고로가산이 있고 시가지도 동서로 나뉘어 발전하고 있다. 히가시마이즈루는 한때 군수 도시로 옛 군항이나 조선 등을 중심으로 하는 중공업 지구이다. 한편 니시마이즈루는 옛 조카마치(성시)로 국가와 교토부의 행정 기관과 공업 단지가 집중하는 상공업 지구이다. 니시마이즈루 시가지의 한층 더 서쪽에 위치하는 유라강을 경계로 아마노하시다테로 유명한 미야즈시 등과 접하고 있다.
총 면적은 10,320ha이고 택지 면적은 1,143ha이며 산림 면적은 6,410ha로 산지가 많아 숲과 바다에 둘러싸인 도시이다.
JR 마이즈루선, 오바마선이 시내를 횡단하며 시 서부에는 기타킨키 탱고 철도 미야즈선이 달리고 있다. 또 마이즈루-와카사 자동차도가 있다.

### 기후
동해측 기후에 속하고 겨울에는 북서계절풍의 영향으로 기온이 낮고 눈과 비가 많지만 분지에 위치하는 지역과 비교하면 연교차가 비교적 작고 평온한 기후이다. 연평균 기온은 14.8°C이고 연강수량은 1941.2mm이다.
| 마이즈루시의 기후                                            | 마이즈루시의 기후 | 마이즈루시의 기후 | 마이즈루시의 기후 | 마이즈루시의 기후 | 마이즈루시의 기후 | 마이즈루시의 기후 | 마이즈루시의 기후 | 마이즈루시의 기후 | 마이즈루시의 기후 | 마이즈루시의 기후 | 마이즈루시의 기후 | 마이즈루시의 기후 | 마이즈루시의 기후 |
| 월                                                           | 1월               | 2월               | 3월               | 4월               | 5월               | 6월               | 7월               | 8월               | 9월               | 10월              | 11월              | 12월              | 연간              |
| ------------------------------------------------------------ | ----------------- | ----------------- | ----------------- | ----------------- | ----------------- | ----------------- | ----------------- | ----------------- | ----------------- | ----------------- | ----------------- | ----------------- | ----------------- |
| 역대 최고 기온 °C (°F)                                       | 19.4 (66.9)       | 22.9 (73.2)       | 25.3 (77.5)       | 32.6 (90.7)       | 34.6 (94.3)       | 36.7 (98.1)       | 38.8 (101.8)      | 39.0 (102.2)      | 38.3 (100.9)      | 31.4 (88.5)       | 26.3 (79.3)       | 22.9 (73.2)       | 39.0 (102.2)      |
| 일평균 최고 기온 °C (°F)                                     | 7.6 (45.7)        | 8.5 (47.3)        | 12.7 (54.9)       | 18.6 (65.5)       | 23.6 (74.5)       | 26.6 (79.9)       | 30.7 (87.3)       | 32.4 (90.3)       | 27.6 (81.7)       | 22.0 (71.6)       | 16.2 (61.2)       | 10.4 (50.7)       | 19.8 (67.6)       |
| 일일 평균 기온 °C (°F)                                       | 3.7 (38.7)        | 4.1 (39.4)        | 7.4 (45.3)        | 12.7 (54.9)       | 17.8 (64.0)       | 21.6 (70.9)       | 25.9 (78.6)       | 27.1 (80.8)       | 22.9 (73.2)       | 17.0 (62.6)       | 11.3 (52.3)       | 6.2 (43.2)        | 14.8 (58.6)       |
| 일평균 최저 기온 °C (°F)                                     | 0.7 (33.3)        | 0.5 (32.9)        | 2.8 (37.0)        | 7.4 (45.3)        | 12.7 (54.9)       | 17.7 (63.9)       | 22.4 (72.3)       | 23.3 (73.9)       | 19.3 (66.7)       | 13.2 (55.8)       | 7.5 (45.5)        | 2.8 (37.0)        | 10.9 (51.6)       |
| 역대 최저 기온 °C (°F)                                       | −8.0 (17.6)       | −8.8 (16.2)       | −6.2 (20.8)       | −3.2 (26.2)       | 0.9 (33.6)        | 7.0 (44.6)        | 13.0 (55.4)       | 14.4 (57.9)       | 7.9 (46.2)        | 2.5 (36.5)        | −1.7 (28.9)       | −6.7 (19.9)       | −8.8 (16.2)       |
| 평균 강수량 mm (인치)                                        | 183.4 (7.22)      | 146.6 (5.77)      | 140.5 (5.53)      | 116.6 (4.59)      | 142.8 (5.62)      | 154.9 (6.10)      | 192.6 (7.58)      | 149.6 (5.89)      | 238.3 (9.38)      | 179.9 (7.08)      | 132.5 (5.22)      | 163.6 (6.44)      | 1,941.2 (76.43)   |
| 평균 강설량 cm (인치)                                        | 54 (21)           | 49 (19)           | 9 (3.5)           | 0 (0)             | 0 (0)             | 0 (0)             | 0 (0)             | 0 (0)             | 0 (0)             | 0 (0)             | 0 (0)             | 24 (9.4)          | 135 (53)          |
| 평균 강수일수 (≥ 0.5mm)                                      | 20.8              | 18.1              | 17.1              | 12.7              | 11.6              | 12.5              | 14.1              | 10.7              | 13.6              | 12.6              | 14.5              | 18.9              | 177.0             |
| 평균 강설일수 (≥ 0cm)                                        | 15.7              | 13.7              | 6.3               | 0.5               | 0                 | 0                 | 0                 | 0                 | 0                 | 0                 | 0.2               | 7.5               | 43.3              |
| 평균 상대 습도 (%)                                           | 82                | 79                | 74                | 71                | 71                | 77                | 78                | 76                | 79                | 79                | 80                | 82                | 77                |
| 평균 월간 일조시간                                           | 72.1              | 82.5              | 123.0             | 165.3             | 182.9             | 136.0             | 151.2             | 194.7             | 134.5             | 128.6             | 101.3             | 80.4              | 1,552.4           |
| 출처: 일본 기상청 (평년값: 1991년~2020년, 극값: 1947년~현재) |                   |                   |                   |                   |                   |                   |                   |                   |                   |                   |                   |                   |                   |

## 인구
| 연도 | 인구    | ±%     |
| ---- | ------- | ------ |
| 1920 | 78,925  | —      |
| 1925 | 72,026  | −8.7%  |
| 1930 | 73,180  | +1.6%  |
| 1935 | 77,632  | +6.1%  |
| 1940 | 95,362  | +22.8% |
| 1945 | 102,350 | +7.3%  |
| 1950 | 102,158 | −0.2%  |
| 1955 | 102,588 | +0.4%  |
| 1960 | 99,615  | −2.9%  |
| 1965 | 96,641  | −3.0%  |
| 1970 | 95,895  | −0.8%  |

| 연도 | 인구   | ±%    |
| ---- | ------ | ----- |
| 1975 | 97,780 | +2.0% |
| 1980 | 97,578 | −0.2% |
| 1985 | 98,775 | +1.2% |
| 1990 | 96,333 | −2.5% |
| 1995 | 94,784 | −1.6% |
| 2000 | 94,050 | −0.8% |
| 2005 | 91,733 | −2.5% |
| 2010 | 88,669 | −3.3% |
| 2015 | 83,990 | −5.3% |
| 2020 | 80,336 | −4.4% |

## 역사

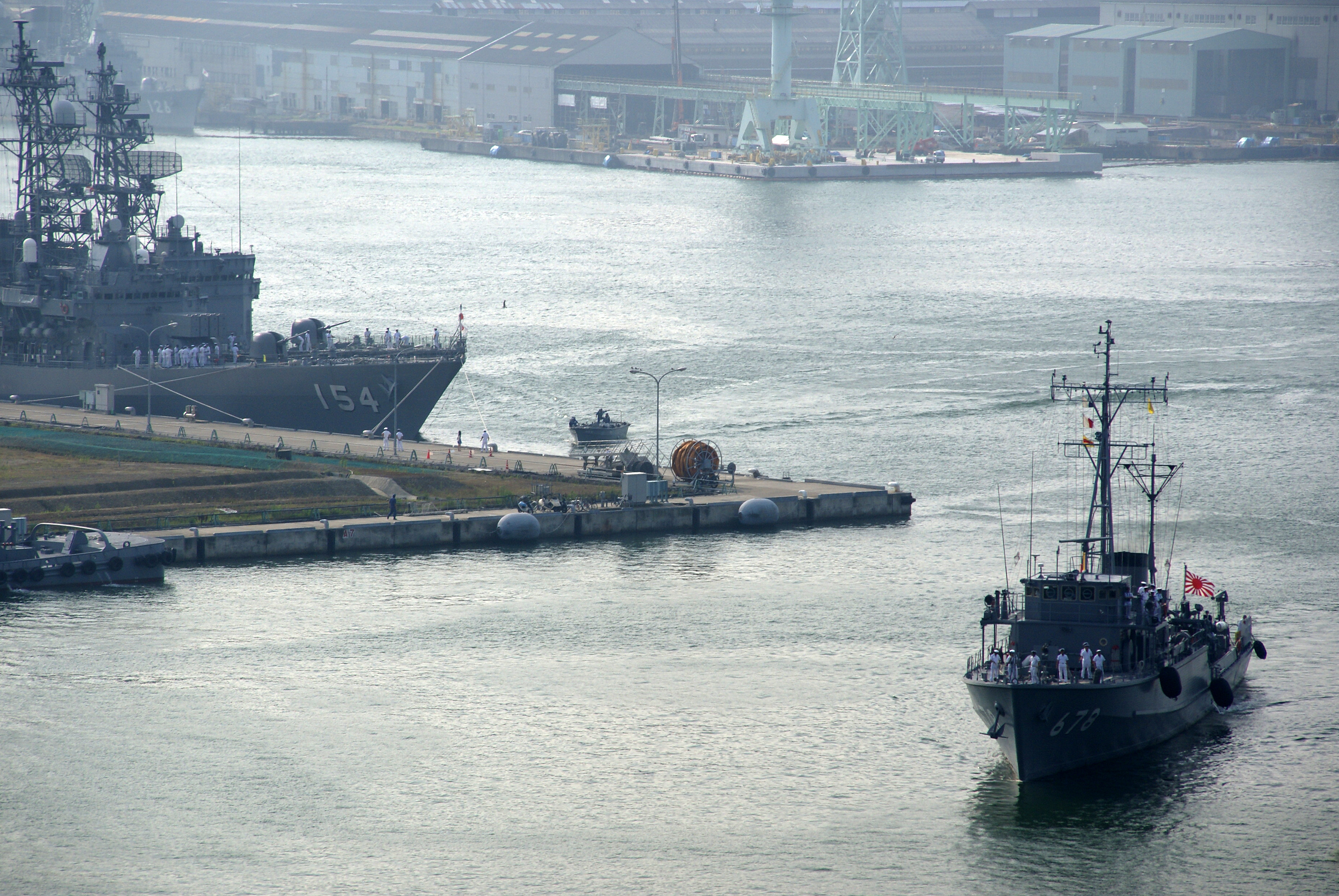
마이즈루항

마이즈루는 1901년에 마이즈루 진수부가 설치된 이후 크게 발전하였다. 동해와 근접해 있어 러일 전쟁 때 많은 군함들이 이곳에 정박했다. 2차 대전 이후 마이즈루는 13년 넘게 일본인 군인과 아시아 대륙의 억류자를 교환하는 주요 항구였다. 오늘날 마이즈루는 해상자위대 마이즈루 지방대의 거점이다.
1889년에 마이즈루정이 설치되었고 1901년에 니시마이즈루가 마이즈루시로 승격, 히가시마이즈루가 히가시마이즈루시로 각각 승격되었다. 1943년에는 일본 해군의 요청으로 구 마이즈루시와 히가시마이즈루시가 합병해 지금의 마이즈루시가 탄생하였다.

## 교통

### 철도
- 서일본 여객철도
  - 마이즈루선
    - 히가시마이즈루역 - 니시마이즈루역 - 마구라역 - (아야베시 우메자코역 →)

  - 오바마선
    - 히가시마이즈루역 - 마쓰노오데라역 - (다카하마정 아오노고역 →)

- 기타킨키 탱고 철도(일본어판)
  - 미야즈선(일본어판)
    - 니시마이즈루역 - 사쇼역(일본어판) - 시노노메역 (교토부)(일본어판) - 단고간자키역(일본어판) - (미야즈시 단고유라역(일본어판) →)

  - 미야후쿠선(일본어판)
    - 역은 없다.

### 항만
- 마이즈루항

### 도로
- 마이즈루 와카사 자동차도(일본어판)
- 교토 종관 자동차도(일본어판)
- 국도 27호선
- 국도 제175호선 (일본)(일본어판)
- 국도 177호선
- 국도 178호선

## 자매 도시
마이즈루시의 일본 국내 자매우호도시는 단 1개의 지역이나 도시도 없다. 다만 해외 자매도시는 3곳이 있다.
- 러시아 프리모르스키 지방 나홋카 - 1961년 6월 21일 체결. 일본에서 처음으로 소련과 수교한 뒤 최초의 일소간 자매도시가 성사된 도시이다.
- 중국 랴오닝성 다롄시 - 1982년 5월 8일 우호도시로 체결.
- 영국 잉글랜드 햄프셔주 포츠머스 - 1998년 5월 15일 자매도시로 체결.